# 旗手电视台
旗手电视台（简称），是巴西的地面电视联播网。电视台于1967年开播，由曾任聖保羅市市長艾迪馬·德·巴羅斯的外甥约奥·萨阿德创立。

## 历史
- 1967年5月13日，旗手电视台正式开播。

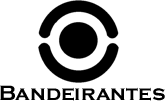
旗手电视台第一代台标（1967-1982年）

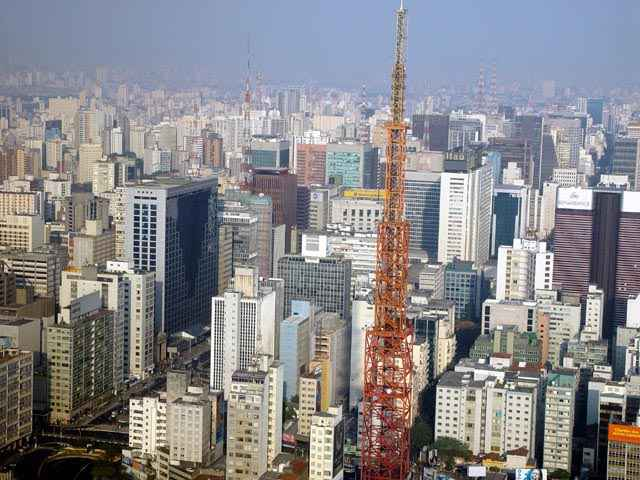
位于圣保罗圣保罗人大道附近的旗手电视塔

- 1969年，旗手电视台位于圣保罗的总部发生火灾。
- 1972年，旗手电视台成为巴西第一个彩色电视频道。
- 2007年，旗手电视台向圣保罗周边地区发射ISDB制式的地面數碼電視信号。
- 2019年11月，旗手电视台和中国中央广播电视总台合办《中国故事》栏目，在旗手传媒旗下的旗手新闻台（英语：BandNews TV）播出。[3]此外中央广电总台也向旗手传媒赠送政治类纪录片。[4]